# Street Spirit (Fade Out)
«Street Spirit (Fade Out)» (як правило, позначається просто — Street Spirit) — це пісня британського гурту Radiohead, яка була видана останнім, п'ятим синглом з їхнього другого альбому The Bends.

## Варіанти видань синглу

### CD 1
1. «Street Spirit (Fade Out)» — 4:13
2. «Talk Show Host» — 4:41
3. «Bishop's Robes» — 3:25

### CD 2
1. «Street Spirit (Fade Out)» — 4:13
2. «Banana Co.» — 2:20
3. «Molasses» — 2:26